# Фильм о зомби
Фильм о зомби — кинематографический жанр. Зомби — вымышленные существа, обычно изображаемые как воскресшие трупы или инфицированные люди. Они обычно изображаются каннибалами. В то время как фильмы о зомби обычно попадают в жанр ужасов, некоторые пересекаются с другими жанрами, такими, как боевик, комедия, научная фантастика, триллер или романтика. Развились чёткие поджанры, такие, как «зомби-комедия» или «зомби-апокалипсис». Зомби отличаются от призраков, упырей, мумий, монстров Франкенштейна или вампиров, поэтому этот список не включает фильмы, посвящённые этим типам нежити.

## История
Фильм «Белый зомби» Виктора Гальперина был выпущен в 1932 году и часто упоминается как первый фильм о зомби. В конце 1930-х и 1940-х годов было снято несколько зомби-фильмов, в том числе «Я гуляла с зомби» (1943).
Вдохновлённый зомби гаитянского фольклора, современный зомби появился в популярной культуре во второй половине двадцатого века вместе с фильмом Джорджа Ромеро «Ночь живых мертвецов» (1968). Фильм получил продолжение «Рассвет мертвецов» (1978), который был самым коммерчески успешным фильмом о зомби в то время. Он получил ещё одно продолжение, «День мертвецов» (1985), и вдохновил на многочисленные работы, такие как «Зомби 2» (1979) и «Возвращение живых мертвецов» (1985). Тем не менее, фильмы о зомби, которые последовали в 1980-х и 1990-х годах, не были такими коммерчески успешными, как «Рассвет мертвецов» в конце 1970-х годов.
В гонконгском кино 1980-х годов китайский цзянши, зомби-подобное существо, относящееся к цзянщи-литературе династии Цин эроцзянши XVIII и XIX веков, было показано в волне фильмов о Цзянши, популяризированных фильмом «Мистер Вампир» (1985). Гонконгские фильмы о Цзянши стали популярными на Дальнем Востоке в середине 1980-х — начале 1990-х годов. Ещё один американский фильм о зомби, Змей и радуга", был выпущен в 1988 году.
Возрождение фильмов о зомби позже началось на Дальнем Востоке в конце 1990-х годов, вдохновленное японскими видеоиграми о зомби «Resident Evil» и «The House of the Dead», что привело к волне малобюджетных азиатских фильмов о зомби, таких как гонконгская зомби-комедия «Био Зомби» (1998) и японский фильм-боевик о зомби «Versus» (2000). Возрождение жанра позже перешло на глобальный масштаб, так как мировой успех игр о зомби, таких как «Resident Evil» и «The House of the Dead», вдохновил новую волну западных фильмов о зомби в начале 2000-х годов, включая серию фильмов «Обитель зла», британский фильм «28 дней спустя» (2002) и его продолжение «28 недель спустя» (2007), «Дом мёртвых» (2003), и британский пародийный фильм «Зомби по имени Шон». Успех этих фильмов привел к тому, что жанр зомби достиг нового пика коммерческого успеха, которого не было с 1970-х годов.
В фильмах о зомби, созданных в 2000-х годах, были показаны зомби, которые были более гибкими, порочными, умными и сильными, чем традиционные зомби. Эти новые быстро бегущие зомби берут свое начало в видеоиграх, включая бегущих зомби-собак в серии «Resident Evil» и, в частности, бегущих человеческих зомби «The House of the Dead».
В конце 2010-х годов число фильмов о зомби в западном мире начало снижаться. В Японии малобюджетная японская зомби-комедия «One Cut of the Dead» (2017) стала хитом, войдя в историю кассовых сборов, заработав более тысячи своих бюджетов.

## Различные типы зомби
Характеристики зомби варьируются от фильма к фильму. Каждый режиссёр даёт своим зомби уникальный набор качеств для вселенной этого фильма. В то время как зомби часто изображаются как медленно движущиеся, например, в фильме «Ночь живых мертвецов», другие фильмы, такие как «Война миров Z» (2013), изображают быстро движущихся зомби, которые могут бегать.
Вспышка зомби также может быть вызвана различными источниками. Во многих фильмах зомби — заражённые вирусом люди, в то время как другие фильмы дают разные причины вспышки зомби. Излучение от космического зонда заставляет мёртвых атаковать живых в фильме «Ночь живых мертвецов». В фильме «Поезд в Пусан» (2016) вспышка зомби вызвана утечкой химических веществ. В фильме «Новая эра Z» (2016) болезнь зомби вызвана грибком.
Превращение человека в зомби также отличается от фильма к фильму. Процесс превращение может занять всего несколько минут, например, в фильме «Война миров Z», или несколько часов, например, в фильме «Ночь живых мертвецов».
В фильме «Друг мира» (2020) зомби могут превращать свои тела, чтобы объединяться с людьми.
Зомби также имеют разные слабые места в разных фильмах. В большинстве фильмов зомби могут быть убиты только путём уничтожения мозга, часто выстрелом в голову. Однако в фильме «Ночь живых мертвецов» зомби также отталкиваются огнём.
Несколько фильмов также изображают зомби как живых существ. «Тепло наших тел» (2013) — это романтическая зомби-комедия, где зомби всё ещё осознают свои тела и хотят, чтобы они снова были живы. В фильме «Новая эра Z» есть гибридные дети-зомби, которые ведут себя как нормальные дети, за исключением случаев, когда они голодны.

## В телесериалах
Сильно популяризировал жанр кинематографа о живых мертвецах телесериал США по комиксам «Ходячие мертвецы» с его спин-оффом «Бойтесь ходячих мертвецов». Были отмечены также пародийные фильмы и сериалы типа «Нация Z» и «Добро пожаловать в Zомбилэнд».